# K.u.k. Pioniere

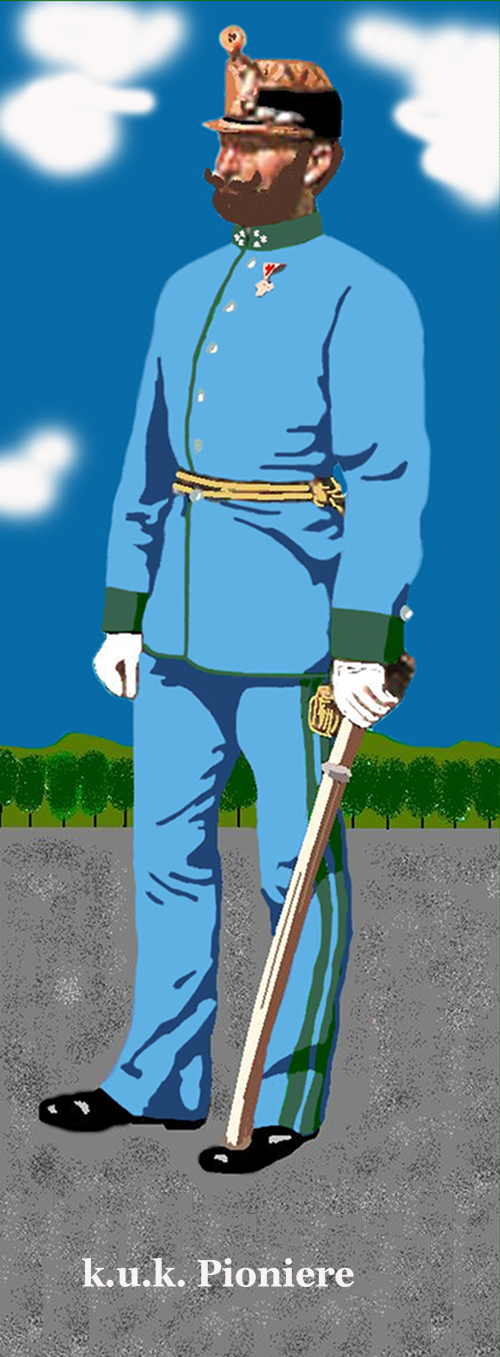
Hauptmann in Paradeadjustierung

Die k.u.k. Pioniere waren ein Teil der technischen Truppen der österreichisch-ungarischen Landstreitkräfte. Die vorangestellte Bezeichnung k.u.k. wies sie als Teil der sog. Gemeinsamen Armee aus.

## Geschichte
Die Pioniertruppe der Gemeinsamen Armee entstand 1893 aus der Verschmelzung des 1867 aufgestellten Pionierregiments mit den zwei bereits 1851 formierten k.k. Genieregimentern. Die Ursprünge der Truppe reichen allerdings bis in das 18. Jahrhundert zurück. Von 1758 bis 1801 wurden die Pioniere nur zu Kriegszeiten aufgestellt. 1805 wurde das Pionierkorps in der Stärke von drei Bataillonen eingerichtet, um im Jahr darauf aufgelöst und noch 1806 als Pionierdivision neu aufgestellt zu werden. 1843 wurde das 1767 errichtete Pontonierbataillon in die Pioniere eingegliedert. Am 1. Februar 1867 entstand aus dieser Truppe das k.k. Pionierregiment, nach dem Ausgleich ab 15. März 1867 k.u.k. Pionierregiment.
Die Genietruppe ging dagegen aus dem bereits 1716 errichteten Mineurkorps, das zunächst der Artillerie unterstellt war, und dem 1760 aufgestellten Sappeurkorps hervor. 1772 wurden die Mineure mit dem Ingenieur- und Sappeurkorps vereinigt und 1851 aus dieser Truppe die beiden Genieregimenter errichtet. Vier Jahre später entstanden aus den beiden Regimentern die selbstständigen Geniebataillone 1 bis 12, die bis 1860 bestanden. 1860 wurden die Bataillone wieder aufgelöst und daraus wieder zwei Regimenter formiert. Regimentsinhaber des 1. Genieregiments war von 1862 bis 1893 Kaiser Franz Joseph I., während für den gleichen Zeitraum Erzherzog Leopold von Österreich Regimentsinhaber des 2. Genieregiments war.

## Ursprüngliche Aufgaben
Im Jahre 1893 erließ das k.u.k. Kriegsministerium organische Bestimmungen (Vorschriften), in denen die Aufgabe der zu diesem Zeitpunkt bestehenden 15 Pionierbataillone auf das genaueste festgelegt waren: (im Wortlaut)
1. Bau von Kriegsbrücken aus dem zu diesem Zweck mitgeführten Gerät der Kriegsbrückenequipagen sowie von Not- und halbpermanenten Brücken
2. Die Durchführung von Überschiffungen sowohl mit dem Gerät der Kriegsbrückenequipagen als auch mit sonstigen Überschiffungsmitteln.
3. Die fortifikatorische und technische Herrichtung des Kriegsschauplatzes sowie die Befestigung von Stellungen und Gefechtsfeldern.
4. Die Herstellung und Zerstörung von Wegen und Straßen, die Zerstörung von Brücken und Eisenbahnen sowie Mitwirkung am Bau von Eisenbahnen.
5. Die Mitwirkung bei der Verteidigung von und beim Angriff auf Verschanzungen und befestigte Plätze und zwar beim Angriff hauptsächlich zur Bewältigung der Hindernisse sowie zur sofortigen Verstärkung eines eroberten Objekts oder Terrainteils.
6. Die bei der Zernierung, Belagerung oder Verteidigung fester Plätze vorkommenden Arbeiten.
7. Alle Sprengarbeiten
8. Die im Lager, in der Kantonierung und auf dem Marsch vorkommenden wichtigeren technischen Arbeiten.

## Umgestaltung
Nach der Reform der Pioniertruppe im Jahre 1912 wurden die Pionierbataillone auf acht verringert, das überschüssige Personal und ein großer Teil der bisherigen Aufgaben den neuerrichteten Sappeurbataillonen übergeben (1914 wurde ein neuntes Bataillon aufgestellt). Für die Pioniere blieben nur der Bau von Kriegsbrücken (auch Schwimmbrücken als halbpermanente Brücken) und Behelfsbrücken aus mitgeführtem Brückenbaugerät (nicht der Bau von Notbrücken – die Pioniere arbeiteten im Gegensatz zu den Sappeuren nur mit vorgefertigtem Material), Überschiffungen (Fährbetrieb auf Flüssen) jedweder Art, sowie die Unterstützung des  Eisenbahnregiments beim Bau von Eisenbahnbrücken. Alle Pionierbataillone unterstanden im Frieden der 121. Infanterie-Brigade im XIV. Armeekorps.

## Personalbestand
Das Pionierbataillon setzte sich im Friedensstand zusammen aus:
- Bataillonsstab

Stabsoffizier als Bataillonskommandant
1 Bataillonsadjutant (Subalternoffizier), 1 Regiments- oder Oberarzt, 1 Rechnungsführer (Oberoffizier), 1 Stabsführer, 1 Bataillonshornist (Korporal), 1 Büchsenmacher, 1 Rechnungshilfsarbeiter (Korporal), 4 Offiziersdiener. GESAMT: 4 Offiziere 9 Mannschaften
- Bei den Unterabteilungen (7 Kompanien):

7 Hauptleute, 21 Subalternoffiziere, 2 Kadetten oder Fähnriche, 12 Feldwebel, 7 Rechnungsunteroffiziere, 20 Zugsführer, 42 Korporale, 30 Gefreite, 157 Oberpioniere, 250 Unterpioniere, 5 Hornisten (Oberpioniere), 28 Offiziersdiener. GESAMT: 28 Offiziere, 553 Unteroffiziere und Mannschaften.

## Das Pionierzeugswesen
Seit den organischen Bestimmungen von 1893 war das Pionierzeugswesen neu gegliedert und an die Pioniertruppe angeschlossen worden. Es hatte die Aufgabe der Erzeugung und Beschaffung aller für den Pionier- und (später) Sappeurdienst notwendigen Materialien. Dazu zählten Kriegsbrückenmaterial, Spreng- und Zündmittel, Werkzeuge, Requisiten, Instrumente und Spezialausrüstungsgegenstände. Ferner oblag den jeweiligen Institutionen die sachgerechte Verwahrung, Verwaltung und Instandsetzung der vorhandenen Vorräte und Ausrüstungsstücke.
Das Pionierzeugswesen war gegliedert in:
- das Pionierzeugsdepot in Klosterneuburg

sowie die nachgeordneten:
- Pionierzeugsfilialdepots in Wien und Wöllersdorf.

Das Personal des Pionierzeugswesens bestand aus Offizieren der Pioniertruppe und (später) auch den Sappeuren, aus technischen Beamten des Pionierzeugswesens und der Pionierzeugsmannschaft.
Die technischen Beamten wurden aus geeigneten Meistern der Zeugsmannschaft ergänzt. Ihre Rangbezeichnungen lauteten: Oberwerkführer 1. bzw. 2. Klasse (Hauptmannsrang), Werkführer (Oberleutnantsrang) und Werkführerassistent (Leutnantsrang). Den technischen Beamten war in erster Linie die Leitung der technischen Produktionsstätten anvertraut. Der Nachwuchs der Pionierzeugsmannschaften kam zum großen Teil aus vorgebildeten Angehörigen der Pionierbataillone  und (später auch) der Sappeurtruppe. Die entsprechenden Dienstgrade lauteten: Meister,  Feldwebel, Zugsführer, Korporal, Gefreiter, Oberpionier und Unterpionier.

## Uniformierung
Die Pioniere trugen die Uniform nach dem Muster der deutschen Infanterie, jedoch aus hechtgrauem Tuch mit einer Reihe von weißen, glatten Knöpfen. Die Egalisierungsfarbe war Stahlgrün. Die Pantalons (Hosen) der Offiziere wiesen an den Seiten stahlgrüne Lampassen mit ebensolchen Passepoils auf, die Mannschaften hatten nur Passepoils. Die Fußbekleidung der Pioniermannschaften bestand aus Schaftstiefeln.

## Abzeichen

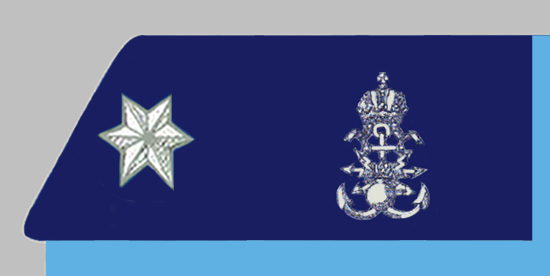
Paroli mit Truppenpionierabzeichen

Für besondere Leistungen wurden Abzeichen verliehen. Es gab das Steuermannsabzeichen, bestehend aus einer stahlgrünen Schnur mit zwei Ballenquasten, sowie das Arbeitsabzeichen aus einer messingnen Scheibe mit einem schwarzen Kreis in der Mitte. Darin befand sich das Pionierabzeichen aus zwei gekreuzten Schaufeln und einem Krampen. Die der Infanterie zugeteilten Truppenpioniere trugen auf den Parolis ihrer Einheit ein gesondertes Truppenpionierabzeichen.

## Pionierbataillone 1914

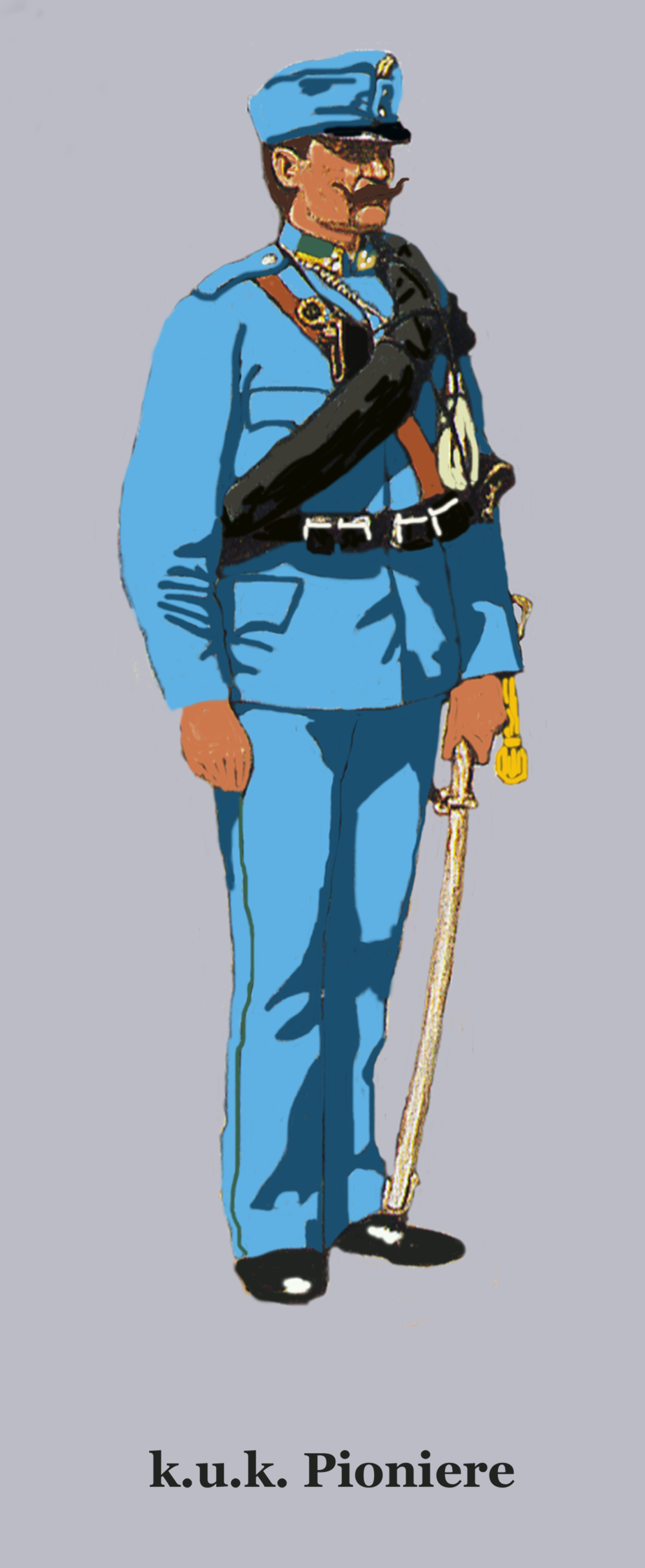
Pionierfeldwebel in Marschadjustierung

- Pionierbataillon Nr. 2

Errichtet: 1893
Ergänzungsbezirk: II. + XIV. AK
Nationalitäten: 98 % Deutsche – 2 % andere
Garnison: Linz
Kommandant: Oberstleutnant Franz Berger
- Pionierbataillon Nr. 3

Errichtet: 1893
Ergänzungsbezirk: III. AK
Nationalitäten: 48 % Deutsche – 45 % Slowenen – 7 % andere
Garnison: Pettau
Kommandant: Oberstleutnant Eduard Appel
- Pionierbataillon Nr. 4

Errichtet: 1893
Ergänzungsbezirk: IV. AK
Nationalitäten: 74 % Magyaren – 20 % Deutsche – 6 % andere
Garnison: Budapest
Kommandant: Oberstleutnant Albert Eisenbach
- Pionierbataillon Nr. 5

Errichtet: 1893
Ergänzungsbezirk: V. AK
Nationalitäten: 55 % Magyaren – 27 % Deutsche – 18 % andere
Garnison: Pozsony
Kommandant: Oberstleutnant Rudolf Sydor
- Pionierbataillon Nr. 7

Errichtet: 1893
Ergänzungsbezirk: VII. AK
Nationalitäten: 57 % Magyaren – 28 % Deutsche – 15 % andere
Garnison: Szeged
Kommandant: Oberstleutnant Ignaz Mjk
- Pionierbataillon Nr. 8

Errichtet: 1893
Ergänzungsbezirk: VIII. AK
Nationalitäten: 56 % Tschechen – 41 % Deutsche – 3 % andere
Garnison: Klosterneuburg
Kommandant: Oberstleutnant Rudolf Pratl
- Pionierbataillon Nr. 9

Errichtet: 1893
Ergänzungsbezirk: IX. AK
Nationalitäten: 54 % Tschechen – 43 % Deutsche – 12 % andere
Garnison: Melk
Kommandant: Oberstleutnant Franz Fiedler
- Pionierbataillon Nr. 10

Errichtet: 1893
Ergänzungsbezirk: X. – XII. AK
Nationalitäten: 50 % Polen – 30 % Ruthenen – 20 % andere
Garnison: Przemyśl
Kommandant: Oberstleutnant Joseph Watzek
- Pionierbataillon Nr. 15

Errichtet: 1914
Ergänzungsbezirk: XV. - XVI. AK
Nationalitäten: 92 % Serben/Kroaten – 8 % andere
Garnison: Sarajevo
Kommandant: Oberstleutnant Leopold Schmid